# Listes d'amas
Voici quelques listes d'amas en astronomie : 
- Liste d'amas stellaires
  - Liste d'amas globulaires
  - Liste d'amas ouverts
- Liste d'amas de galaxies